# Частно средно общообразователно училище „Делфините“
Частно средно общообразователно училище „Делфините“ е средно училище разположено на територията на Старозагорски бани, Стара Загора, България. Основано е през 2011 г..
ЧСОУ „Делфините“ разполага с модерна база. 